# Oligosoma zelandicum
Oligosoma zelandicum — вид сцинкоподібних ящірок родини сцинкових (Scincidae). Ендемік Нової Зеландії.

## Поширення і екологія
Ophiomorus zelandicum мешкають на півдні Північного острова та на півночі Південного острова. Вони живуть в чагарниках, лісах і садах, на висоті до 1000 м над рівнем моря. Ведуть денний спосіб життя, живляться комахами.